# Desa Bohol
Desa Bohol är en administrativ by i Indonesien.   Den ligger i provinsen Yogyakarta, i den västra delen av landet, 500 km öster om huvudstaden Jakarta. Desa Bohol ligger vid sjöarna  Danau Pucung och Telaga Pucung.